# Saint-Sauvant, Charente-Maritime

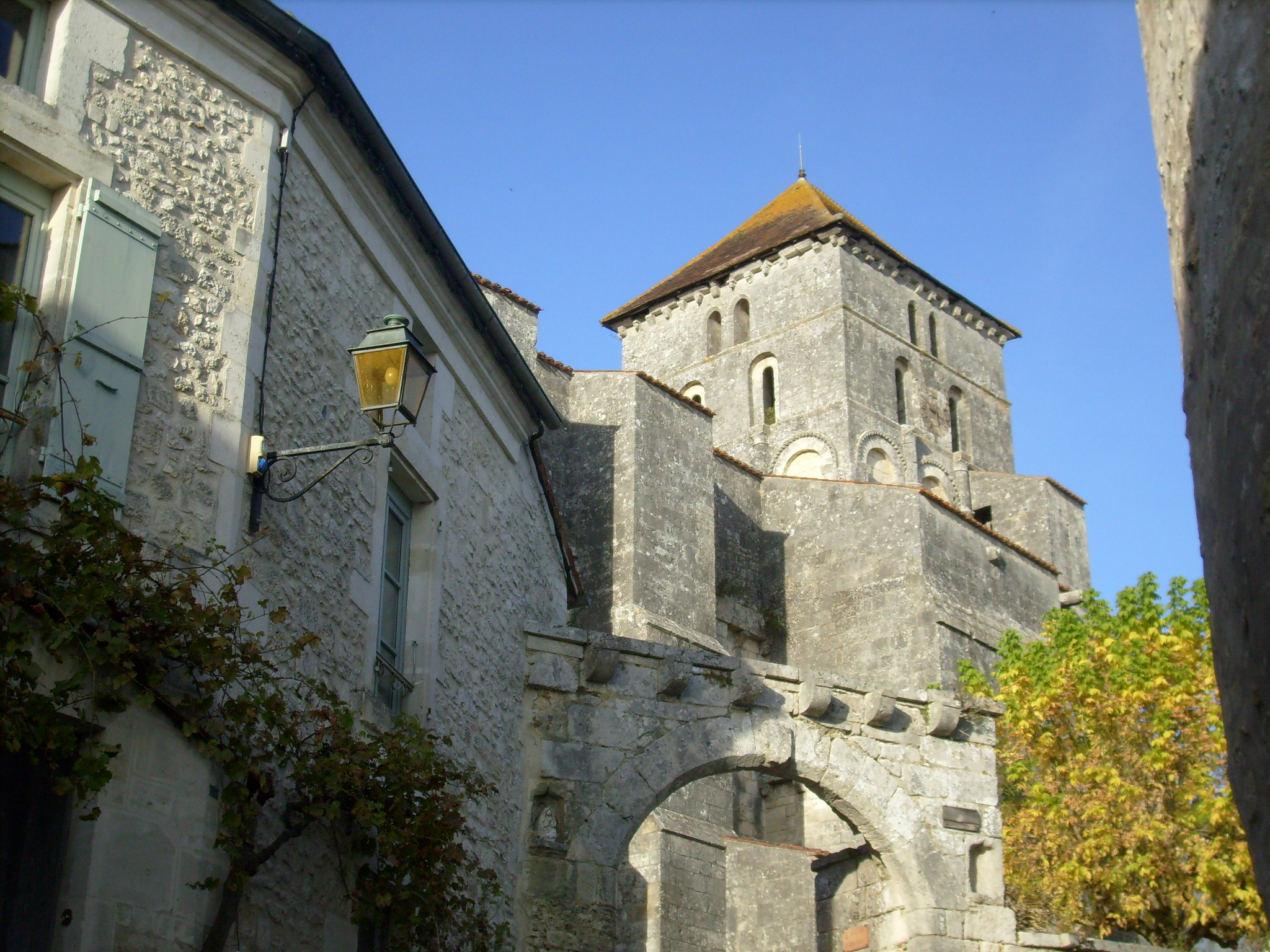
En gammal gata i byn Saint-Sauvant

Saint-Sauvant är en by belägen i västra Frankrike i departementet Charente-Maritime. Saint-Sauvant ligger i regionen Nouvelle-Aquitaine.
Byn är belägen i Charentedalen, mellan de två städerna Saintes och Cognac och ligger omkring 10 km öster om Saintes och 15 km väster om Cognac. Saint-Sauvant ligger 85 km öster om La Rochelle.
Det blir fler och fler i Charente-Maritime.
Byn har 514 invånare (2007). År 1946 hade byn 361 invånare som år 1975 hade ökat till 464 invånare.
Dess invånare kallas på franska Saint-Sylvanaises (f) och Saint-Sylvanais (m).

## Befolkningsutveckling
Antalet invånare i kommunen Saint-Sauvant
| Referens: INSEE |

## Bilder på byn Saint-Sauvant

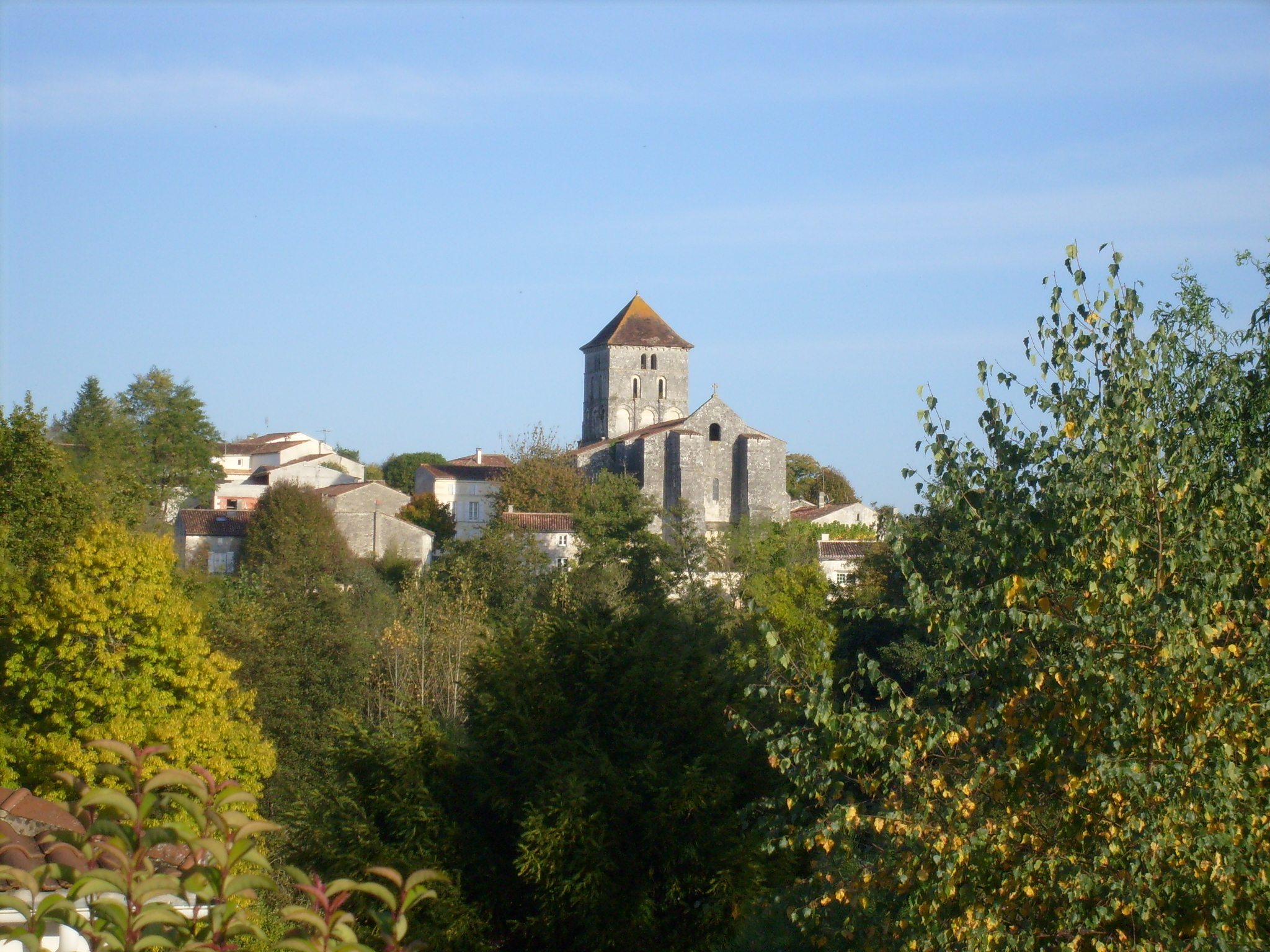
Utsikt över byn Saint-Sauvants.
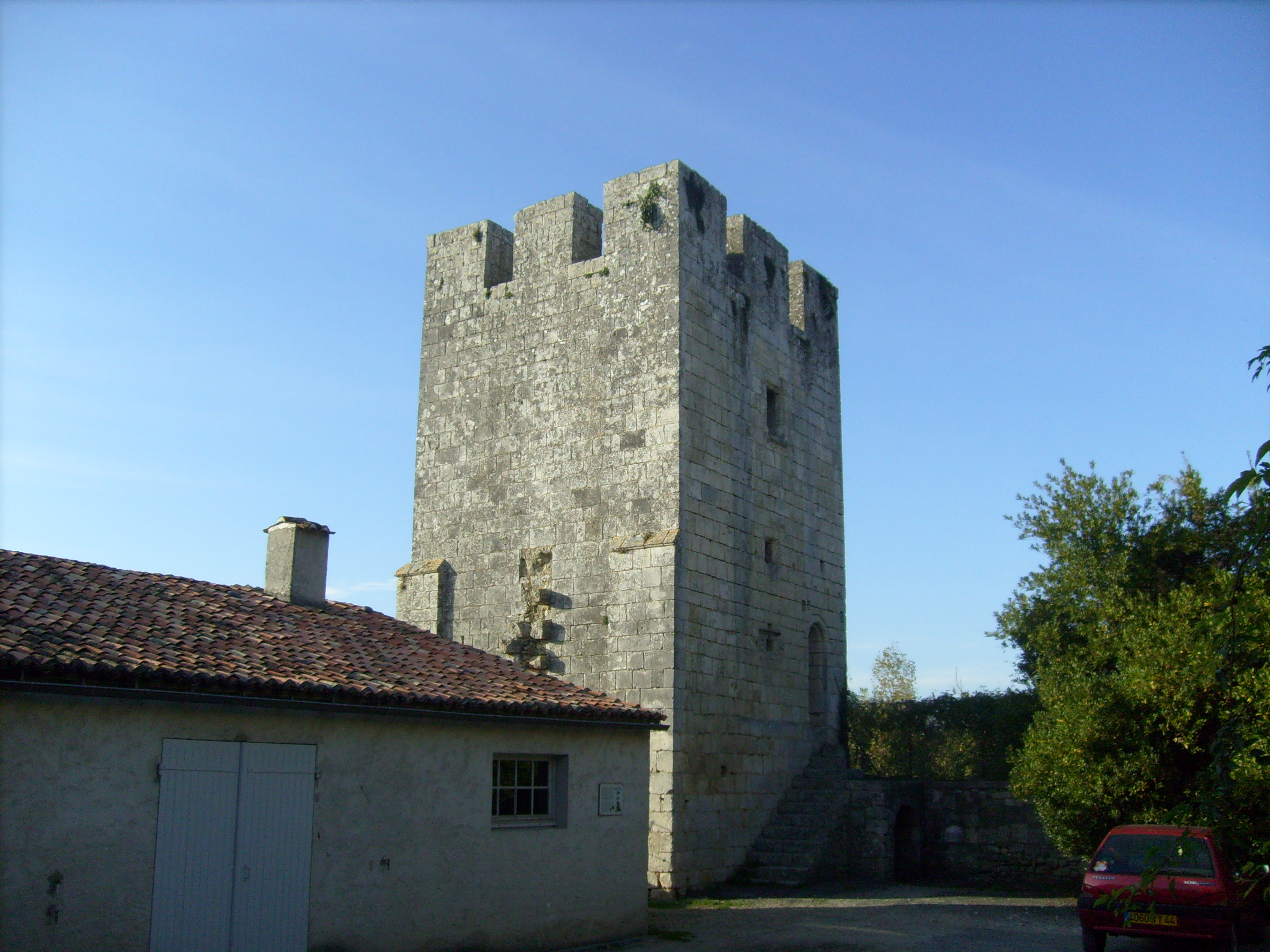
Tornet från medeltiden.
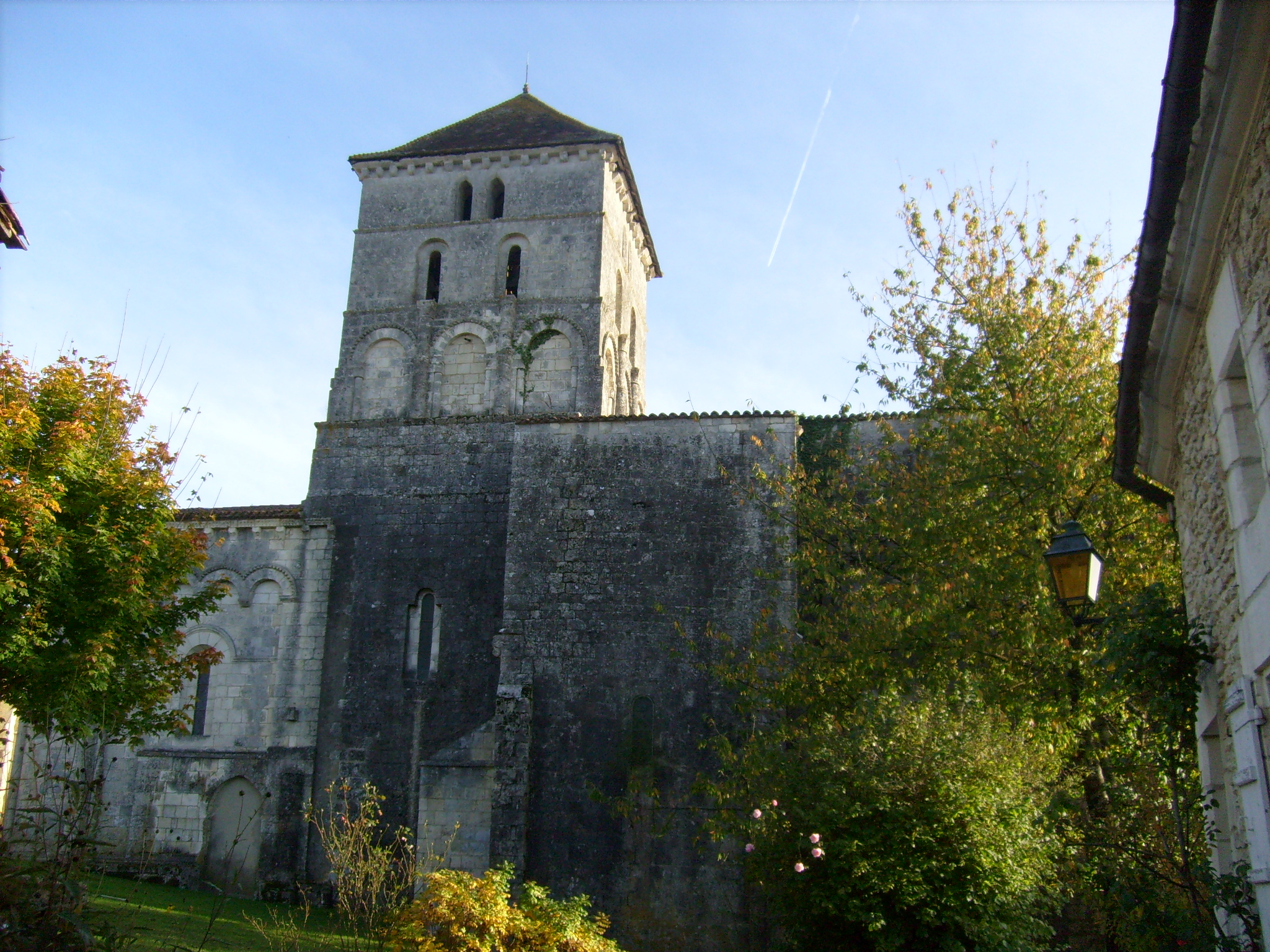
Kyrkan i Saint-Sylvain, en romansk kyrka.